# Bundesstraße 237
Pour les articles homonymes, voir B237 et Route 237.
La Bundesstraße 237 est une Bundesstraße du Land de Rhénanie-du-Nord-Westphalie.

## Itinéraire
Elle relie la Rhénanie et la Westphalie. Elle sert également de traverse entre les autoroutes A 1 et A 45. Elle va de Remscheid en passant par Hückeswagen et Wipperfürth jusqu'à Kierspe.

## Histoire
Cette route s'appelle Born-Gummersbacher Staatsstraße en 1865.
En septembre 1977, l'extension en Bundesstraße à Hückeswagen est achevée.

## Source
- (de) Cet article est partiellement ou en totalité issu de l’article de Wikipédia en allemand intitulé « Bundesstraße 237 » (voir la liste des auteurs).